# تاریخچه حزب لیبرال کانادا
این مقاله تاریخچه حزب لیبرال کانادا را پوشش می‌دهد.

## مدل سیستم‌های حزبی
بر اساس پژوهش‌های اخیر، از زمان کنفدراسیون، چهار نظام حزبی در سطح فدرال در کانادا وجود داشته است که هر کدام الگوهای متمایز حمایت اجتماعی، روابط حمایتی، سبک‌های رهبری و استراتژی‌های انتخاباتی خاص خود را داشته‌اند.استیو پاتن چهار نظام حزبی را در تاریخ سیاسی کانادا شناسایی می‌کند:
نظام حزبی اول از سیاست‌های استعماری پیش از کنفدراسیون پدید آمد، «اوج» آن از سال ۱۸۹۶ تا ۱۹۱۱ بود و تا بحران سربازگیری اجباری سال ۱۹۱۷ ادامه یافت. این نظام با حمایت‌های محلی که توسط دو حزب بزرگ، لیبرال‌ها و محافظه‌کاران، مدیریت می‌شد مشخص می‌شد.
نظام حزبی دوم پس از جنگ جهانی اول پدید آمد و اوج آن از سال ۱۹۳۵ تا ۱۹۵۷ بود. این نظام با منطقه‌گرایی مشخص می‌شد و شاهد ظهور چندین حزب اعتراضی مانند ترقی‌خواهان، حزب اعتبار اجتماعی و فدراسیون مشترک المنافع تعاونی بود.
نظام حزبی سوم در سال ۱۹۶۳ پدید آمد و اوج آن از سال ۱۹۶۸ تا ۱۹۸۳ بود و پس از آن شروع به فروپاشی کرد. دو حزب بزرگ توسط یک حزب سوم قوی، حزب دموکراتیک جدید، به چالش کشیده شدند. کمپین‌ها در این دوره به دلیل رسانه الکترونیکی، دامنه ملی بیشتری پیدا کردند و تمرکز بیشتری بر رهبری داشتند. سیاست غالب این دوره اقتصاد کینزی بود.
نظام حزبی چهارم شامل ظهور حزب اصلاحات، بلوک کبکوا و ادغام اتحاد کانادا با محافظه‌کاران مترقی است. این نظام شاهد حرکت اکثر احزاب به سمت رقابت‌های رهبری «یک نفر یک رای» و اصلاحات اساسی در قوانین مالی کمپین در سال ۲۰۰۴ بود. نظام حزبی چهارم با سیاست‌های بازارمحور که سیاست‌های کینزی را رها کردند اما دولت رفاه را حفظ کردند، مشخص می‌شود.
کلارکسون نشان می‌دهد که چگونه حزب لیبرال با استفاده از رویکردهای مختلف بر تمام نظام‌های حزبی تسلط داشته است. این حزب با یک «رویکرد مشتری‌مدارانه» تحت رهبری سر ویلفرید لوریه آغاز کرد، که به یک سیستم «دلالی» در دهه‌های ۱۹۲۰، ۱۹۳۰ و ۱۹۴۰ تحت رهبری ویلیام لیون مکنزی کینگ تکامل یافت. دهه ۱۹۵۰ شاهد ظهور یک «سیستم پان-کانادایی» بود که تا دهه ۱۹۹۰ ادامه یافت. انتخابات سال ۱۹۹۳، که کلارکسون آن را یک «زلزله» انتخاباتی که نظام حزبی را «متلاشی» کرد، توصیف می‌کند، شاهد ظهور سیاست‌های منطقه‌ای در یک نظام حزبی چهارگانه بود که در آن گروه‌های مختلف از مسائل و نگرانی‌های منطقه‌ای حمایت می‌کردند. کلارکسون نتیجه می‌گیرد که سوگیری ذاتی ساخته شده در سیستم «اکثریت نسبی»، عمدتاً به نفع لیبرال‌ها بوده است.

## قرن نوزدهم

### ریشه‌ها
لیبرال‌ها از اصلاح‌طلبان اواسط قرن نوزدهم که برای دولت مسئول در سراسر آمریکای شمالی بریتانیا تلاش می‌کردند، منشعب شده‌اند. این افراد شامل جورج براون، رابرت بالدوین، ویلیام لیون مکنزی و کلیر گریتز در کانادای علیا، جوزف هاو در نوا اسکوشیا و پاتریوت‌ها و روژها در کانادای سفلی به رهبری چهره‌هایی مانند لویی-جوزف پاپینو بودند. کلیر گریتز و پارت روژ گاهی از سال ۱۸۵۴ به عنوان یک بلوک متحد در مجلس استان کانادا عمل می‌کردند، اما یک حزب لیبرال متحد که اعضای انگلیسی و فرانسوی کانادایی را با هم ترکیب می‌کرد تا سال ۱۸۶۷ تشکیل نشد.

### کنفدراسیون
در زمان کنفدراسیون مستعمرات سابق بریتانیایی کانادا (اکنون انتاریو و کبک)، نیوبرانزویک و نوا اسکوشیا، لیبرال‌های رادیکال توسط ائتلاف محافظه‌کار عملگرایانه‌تر که تحت رهبری جان ای. مک‌دانلد گرد هم آمده بودند، به حاشیه رانده شدند. در ۲۹ سال پس از کنفدراسیون کانادا، لیبرال‌ها به اپوزیسیون واگذار شدند، به جز یک دوره کوتاه در دولت. الکساندر مکنزی توانست حزب را در سال ۱۸۷۳ پس از آنکه دولت مک‌دونالد به دلیل رسوایی اقیانوس آرام رأی عدم اعتماد در مجلس عوام را از دست داد، به قدرت برساند. مکنزی در انتخابات سال ۱۸۷۴ پیروز شد، اما دولت را در سال ۱۸۷۸ به مک‌دونالد باخت. لیبرال‌ها ۱۸ سال بعد را در اپوزیسیون گذراندند.
در برخورد با اتحادیه‌های کارگری، لیبرال‌های طرفدار عدم مداخله تحت رهبری مکنزی، جورج براون و ادوارد بلیک ضد کارگر بودند، در حالی که محافظه‌کاران تحت رهبری مک‌دونالد در فرایند اجرای سیاست ملی خود برای افزایش دستمزدها (و سود) با اعمال تعرفه بر واردات، طرفدار کارگر بودند. مک‌دونالد حامی مالی مهم روزنامه کارگری و دوست رهبران اتحادیه‌های کارگری بود که به نوبه خود در طول کمپین‌های انتخاباتی آن دهه به حزب او کمک کردند.

### استان‌ها
در انتاریو، حزب لیبرال تحت رهبری اولیور مووات دولت استانی را کنترل می‌کرد و از حقوق استان‌ها دفاع می‌کرد. او در تماس نزدیک با مقامات کاتولیک بود و آرای کاتولیک‌های ایرلندی را دریافت می‌کرد.
در جزیره پرنس ادوارد در دهه ۱۸۶۰، مسئله کنفدراسیون رهبری حزب محافظه‌کار مستعمره را در سال‌های ۱۸۶۴–۱۸۶۵ از هم جدا کرد، اما پس از آن مسائل اصلی فرقه‌گرایی و مالکیت غایب زمین بود. انحراف حامیان روستایی از محافظه‌کاران به لیبرال‌ها اجازه داد تا در انتخابات استانی سال ۱۸۶۷ پیروز شوند. اما مسئله کمک‌های فرقه‌ای به مدارس، حمایت کاتولیک‌های رومی را در سال ۱۸۷۰ از لیبرال‌ها گرفت و منجر به یک دولت ائتلافی شد که ۱۷ سال از ۲۱ سال بعد بر جزیره حکومت کرد.
حزب لیبرال نوا اسکوشیا در انتخابات ملی در دهه‌های ۱۸۸۰ و اوایل ۱۸۹۰ عملکرد ضعیفی داشت. حزب ملی از سیاست‌هایی حمایت می‌کرد که یارانه ملی زغال‌سنگ را متوقف می‌کرد و عملاً مدارس کاتولیک را در مانیتوبا حذف می‌کرد، سیاست‌هایی که به ترتیب توسط معدنچیان زغال‌سنگ استانی و کاتولیک‌ها ناپسند تلقی می‌شد. ویلیام استیونز فیلدینگ بر یک سیاست زغال‌سنگ معتدل‌تر تأثیر گذاشت و مسئله مدرسه را حل کرد؛ بنابراین در سال ۱۸۹۶ لیبرال‌های استانی عملکرد خود را در انتخابات ملی بهبود بخشیدند.